# NeoBards Entertainment
NeoBards Entertainment Co., Ltd. (abreviado como "NeoBards Entertainment") es una desarrolladora de videojuegos fundada en 2017, con sede en Hong Kong y estudios en Taipéi, Suzhou y Breda. Se especializa principalmente en participar en el desarrollo de juegos publicados por empresas como Capcom y Square Enix.

## Historia
NeoBards Entertainment está formado por miembros que anteriormente trabajaron o colaboraron con empresas como Infogrames, Activision y Capcom. La compañía fue fundada en 2017, y su nombre en inglés, "NeoBards", hace referencia a los bardos medievales europeos, narradores de historias.
La mayoría de sus proyectos han sido desarrollados en colaboración con Capcom, incluyendo Resident Evil Origins Collection, Resident Evil Resistance y Resident Evil Re:Verse. De estos, Resident Evil Resistance fue el primer título liderado por NeoBards Entertainment. También han participado en las remasterizaciones en alta definición de Devil May Cry y Onimusha.
Además, han colaborado con otras empresas como Square Enix en Marvel’s Avengers, Nexon en Dynasty Warriors M y Konami en Silent Hill f, entre otros.

## Juegos desarrollados
| Año  | Título                                                                     | Plataforma                                                                 | Publicador      |
| ---- | -------------------------------------------------------------------------- | -------------------------------------------------------------------------- | --------------- |
| 2018 | Devil May Cry HD Collection                                                | PlayStation 4, Xbox One, Microsoft Windows                                 | Capcom          |
| 2019 | Onimusha HD                                                                | PlayStation 4, Xbox One, Nintendo Switch, Microsoft Windows                | Capcom          |
| 2019 | Resident Evil Origins Collection                                           | Nintendo Switch                                                            | Capcom          |
| 2020 | Resident Evil Resistance                                                   | PlayStation 4, Xbox One, Microsoft Windows                                 | Capcom          |
| 2020 | Marvel’s Avengers                                                          | PlayStation 4, PlayStation 5, Xbox Series X/S, Xbox One, Microsoft Windows | Square Enix     |
| 2020 | No Straight Roads                                                          | Nintendo Switch                                                            | Fireshine Games |
| 2022 | Resident Evil 2 Remake, Resident Evil 3 Remake, Resident Evil 7: Biohazard | PlayStation 5, Xbox Series X/S, Microsoft Windows                          | Capcom          |
| 2022 | Resident Evil Re:Verse                                                     | PlayStation 4, Xbox One, Microsoft Windows                                 | Capcom          |
| 2023 | Mega Man Battle Network Legacy Collection                                  | PlayStation 4, Nintendo Switch, Microsoft Windows                          | Capcom          |
| 2023 | Dynasty Warriors M                                                         | Android, iOS                                                               | Nexon           |
| 2024 | Final Fantasy VII Rebirth                                                  | PlayStation 5                                                              | Square Enix     |
| 2024 | Dead Rising Deluxe Remaster                                                | PlayStation 5, Xbox Series X/S, Microsoft Windows                          | Capcom          |
| 2025 | Silent Hill f                                                              | PlayStation 5, Xbox Series X/S, Microsoft Windows                          | Konami          |